# 박준태 (1981년)
박준태(朴俊泰, 1981년 2월 24일~)는 대한민국의 정치인이다. 제22대 국회의원이다.
경희대학교 의료 경영학을 졸업했으며 유재중의 비서관, 보좌관으로 활동했다.
2023년 11월, 국민의힘의 인재영입위원으로 발탁되었다. 제22대 국회의원 선거를 앞두고 국민의미래의 공천을 받았으며 비례대표 18번으로 배치되었다. 선거 결과 당선권에 들면서 제22대 국회의원에 당선되었다.

## 학력
- 서울고등학교 졸업
- 경희대학교 경영대학 의료경영학 학사
- 고려대학교 법무대학원 법학 석사

## 경력
- 국회 입법보조원
- 2007~2013 국회의원실 정책보좌관
- 2013~2016 대통령비서실 행정관
- 2016~2017 국무총리비서실 시민사회협력행정관
- 2022~2022 제20대 대통령직인수위원회 기획위원
- 2023. 10. 국민의힘 인재영입위원
- 2024. 4. 10. 대한민국 제22대 국회의원 선거 당선(비례대표, 국민의미래, 초선)
- 2024. 5.~ 제22대 국회의원(비례대표, 국민의힘, 초선)
  - 2024. 6.~2024. 6. 제22대 국회 전반기 국회운영위원회 위원
  - 2024. 6.~ 제22대 국회 전반기 보건복지위원회 위원
  - 2024. 6.~ 제22대 국회 전반기 법제사법위원회 위원
    - 제22대 국회 전반기 법제사법위원회 청원심사소위원회 위원

  - 한국경제의 글로벌 경쟁력 강화를 위한 모임 구성의원
  - 국가비전2050포럼 구성의원
  - 2040 순풍(順風) 포럼 연구책임의원
  - 2024. 7.~2024. 8. 제22대 국회 전반기 대법관(노경필·박영재·이숙연) 임명동의에 관한 인사청문특별위원회 위원
  - 2024. 12.~ 제22대 국회 전반기 순직 해병 수사 방해 및 사건 은폐 등의 진상규명을 위한 국정조사특별위원회 위원
  - 2024. 12.~2025. 2. 윤석열정부의 비상계엄 선포를 통한 내란 진상규명 국정조사 특별위원회 위원
- 2024. 5.~2024. 12. 국민의힘 원내대변인
- 2024. 6.~2024. 6. 22대 국회 전반기 국민의힘 당 국회부의장 후보자 선출 선거관리위원회 위원
- 2024. 6.~2024. 6. 22대 국회 전반기 국민의힘 당 상임위원장 후보자 선출 선거관리위원회 위원
- 2024. 9.~ 국민의힘 호남동행 국회의원 발대식 명예의원(전북특별자치도)
- 2024. 12.~2025. 6. 국민의힘 원내부대표
- 2025. 1.~2025. 6. 국민의힘 전략기획특위원
- 2025. 4.~ 국회 입법엑스포 조직위원회 위원
- 2025. 4.~2025. 5. 제21대 대통령 선거 국민의힘 대통령 후보경선 선거관리위원회 위원
- 2025. 5.~2025. 6.: 제21대 대통령 선거 국민의힘 김문수 대통령 후보 상황실 전략기획단장
- 2025. 5.~2025. 6.: 국민의힘 이재명 경기지사 거북섬 비리 특별위원회 위원
- 2025. 6.~2025. 6. 국민의힘 원내대표 선출을 위한 선거관리위원회 위원
- 2025. 8.~ 국민의힘 사법정의수호 및 독재대응 특별위원회 위원

## 역대 선거 결과
| 실시년도 | 선거   | 대수 | 직책     | 선거구   | 정당       | 득표수       | 득표율          | 순위          | 당락 | 비고 |
| -------- | ------ | ---- | -------- | -------- | ---------- | ------------ | --------------- | ------------- | ---- | ---- |
| 2024년   | 총선   | 22대 | 국회의원 | 비례대표 | 국민의미래 | 10,395,264표 | \| \| 36.67% \| | 비례대표 18번 |      | 초선 |
|          | 36.67% |      |          |          |            |              |                 |               |      |      |

## 소속 정당
| 소속 정당 | 소속 정당  | 소속 기간 | 비고      |
| --------- | ---------- | --------- | --------- |
|           | 한나라당   | 2007~2012 | 정계 입문 |
|           | 새누리당   | 2012~2013 | 당명 변경 |
|           | 무소속     | 2013~2017 | 탈당      |
|           | 자유한국당 | 2017~2020 | 복당      |
|           | 미래통합당 | 2020      | 합당      |
|           | 국민의힘   | 2020~2024 | 당명 변경 |
|           | 무소속     | 2024      | 탈당      |
|           | 국민의미래 | 2024      | 입당      |
|           | 국민의힘   | 2024~현재 | 합당      |

## 같이 보기
- 대한민국 제22대 국회의원 선거 국민의미래 후보 목록#비례대표

## 가족 관계
- 아버지: 박승극(~2024년 8월 26일)
- 어머니: 김경란
- 형제동생: 박중현